# Siergiej Szyłow
Siergiej Walentinowicz Szyłow (ros. Сергей Валентинович Шилов, ur. 1 października 1970 w Pskowie) – rosyjski niepełnosprawny biegacz narciarski i biathlonista. Mistrz paraolimpijski w biegach narciarskich z Vancouver.

## Medale igrzysk paraolimpijskich

### 2010
- Biegi narciarskie – sprint 1 km st. klasycznym siedząc